# Tiberiu Ușeriu
Tiberiu Ușeriu (n. 1973, Bistrița) es un corredor de resistencia y un ultramaratonista rumano.

## Biografía
Tiberiu Ușeriu nació en 1973, en la comarca de Bistrița-Năsăud.

### 6633 Arctic Ultra
En 2016 terminó en la primera posición el maratón más difícil del mundo (desde el punto de vista de la distancia recorrida - 566 km - y de las temperaturas), 6633 Arctic Ultra, que lo denominó la carrera de la vida, llegando primero al cabo de los 566 km de la zona del Círculo Polar. Este recorrió 566 de km a pie, andando sobre el gélido hielo y a temperaturas de hasta -52 grados. Llegó con 12 horas antes de la hora límite. Tiberiu sostiene que en ciertos momentos tuvo alucinaciones - por ejemplo, veía a Tom y Jerry (caricaturas dibujadas) corriendo por el hielo o elefantes alrededor suyo - además de los frecuentes problemas de salud que tuvo.
En 2017 ganó de nuevo este maratón que tuvo lugar en el Círculo polar ártico, logrando pasar primero por la línea de meta por segundo año consecutivo. En Tuktoyaktuk, Canadá fue donde se acabó la 'carrera de hielo' del maratón "6633 Arctic Ultra".
El maratón 6633 Arctic Ultra  tuvo lugar en Canadá, al otro lado del Círculo Polar, y supone la realización de  566 kilómetros en máximo, 180 horas, sobre el hielo, a las temperaturas que pueda llegar esa zona: hasta menos 52 grados Celsius. A su retorno al país fue recibido por compatriotas cómo un verdadero héroe.

### La tercera participación
Tiberiu Ușeriu, a la edad de 44 años, logró ganar por tercera vez consecutiva (de 3 participaciones) el ultramaratón 6633 Arctic Ultra, considerado uno de los más difíciles del mundo.
La carrera debutó a fecha de 8 de marzo de 2018 , de nuevo Tiberiu Ușeriu logrando acabarla después de 7 días y aproximadamente 5 horas.

## Publicaciones
En febrero de 2017, Tibi Ușeriu lanzó el libro „27 pasos”, una autobiografía en la cual, el autor, en 200 páginas, explica cómo llegó en la vida a tan solo una cifra, "El señor 2.800" y cómo renació de una celda de 70 de cm en una cárcel , dónde fue condenado por 23 años en una cárcel de máxima seguridad de Alemania (modificaciones legislativas le redujeron el castigo a 13 años, de los cuales cumplió 9, siendo liberado en 2010).